# Sonat
Den här artikeln behandlar den typ av hela musikverk som kallas sonater eller sägs vara skrivna i sonatform. För sonatformen hos en enskild sats, se sonatform.
Sonat (av latinets sonare 'att klinga'), italienska sonata, betecknade från början helt enkelt ett instrumentalstycke till skillnad från en canzona, en sång. Sedan 1700-talet är det beteckningen för den västerländska konstmusikens viktigaste form för större instrumentalverk. Termen sonatform betecknar också formen hos den sats som brukar vara den centrala i ett sådant verk. Sonatformen, i båda bemärkelserna, blev den förhärskande formtypen för flersatsiga (cykliska) instrumentalverk under Mannheimskolan och wienklassicismen och förblev flitigt odlad framför allt under den tonala musikens epok, till och med senromantiken. 
En kort och (oftast) enkel sonat, gärna skriven som undervisningsstycke, brukar kallas sonatin.

## Storform
En av satserna, företrädesvis den första, har nästan alltid sonatform. Därpå brukar följa endera eller båda av en långsam sats, med ofta förtätad stämning, ofta i tredelad visform eller som tema med variationer, och en graciös menuett eller ett lössläppt scherzo i tredelad form. Sista satsen eller finalen är ofta utformad som rondo, men kan bland annat ha sonatform den också.
Skissen ovan över sonatens storform stämmer oftast och i huvudsak och är den vedertagna, men inte någon av dess punkter följs i alla verk i sonatform. Till exempel har en del av dem bara en sats – antingen i sonatsatsform (som en del av Haydns pianosonater), eller som ett sammandrag av satser mer eller mindre enligt ovan, men som går över direkt i varandra – attacca (som Schuberts "Vandrarfantasi", vilken trots namnet är i sonatform); det senare gäller också många verk av Liszt och andra romantiker. Andra kan ha scherzot insprängt i en långsam sats, som symfonier av Franz Berwald. Många av Beethovens sena pianosonater är tvåsatsiga eller byggda som mosaiker av kortare avsnitt. Mozarts Pianosonat nr 11 A-dur K. 331, av klar sonatkaraktär, har variationssats, menuett och rondo ("alla turca"), men ingen sats i sonatform.

## Barocksonatan
Ordet (sonat, sonata och så vidare) började användas om längre, flersatsiga, instrumentalverk redan under barocken. Dessa, från före "sonatformens" tid, kallas på svenska numera sonator (en sonata).

## Scarlatti
Domenico Scarlattis klaversonater är ett särfall. De är fristående stycken av olika formtyper, däribland också kreativa "förstadier" (anakronistiskt uttryckt) till sonatform. Han skrev dem nästan samtidigt som Haydn och andra utvecklade det vi numera kallar sonat, men använde ordet i den gamla betydelsen 'instrumentalstycke', som levde kvar till hans tid på den iberiska halvön. Lista över Scarlattis 555 sonater.

## Symfoni, konsert med flera namn
Instrumentbesättningen varierar: en sonat kan vara för piano, piano och ett eller flera andra soloinstrument, stråkkvartett, symfoniorkester, ett soloinstrument med orkester, eller vilken annan besättning man vill – även om de nyssnämnda och några till är vanligast. Namnet sonat brukar man dock bara använda om dem för ett instrument (som pianosonat) eller för piano och ett till (som violinsonat: en sonat för fiol och piano). Verk i sonatform för soloinstrument och orkester kallas (solo-)konserter; övriga nämns efter besättningen: symfoni, stråkkvartett och så vidare. Enligt standardbeskrivningen (med alla sina undantag) har sonatverk för större besättningar fyra satser, utom solokonserter, som bara har tre. Efter Beethovens nionde symfoni har även andra tonsättare skrivit symfonier med sångpartier, oftast för både kör och solister, vanligen i sista satsen ("kör-" och "kantatfinaler").

## Historik
Ordet sonata (från latinets sonare: ljuda) brukades omkring år 1600 om många instrumentalverk, medan vokalverk kallades cantata. I svenskan används numera ordformen sonata som beteckning för barocktidens instrumentalstycken av cykliskt slag och ordformen sonat för wienklassikernas och senare tonsättares.
Omkring 1700 stabiliserades hos Giuseppe Torelli och Arcangelo Corelli den ena typen, sonata di chiesa, kyrkosonatan, med fyra satser:långsam-snabb-långsam-snabb. Den andra typen: sonata de camera, kammarsonatan, hade däremot växlande antal satser och var lik sviten också därigenom att den var bunden till en tonart rakt igenom, medan kyrkosonatans två mellansatser kunde röra sig i andra tonarter.
Från ungefär mitten av 1700-talet var sonaten i regel ett flersatsigt (oftast 4-satsigt) verk med åtminstone första satsen, ibland flera, i sonatform. Termen sonat brukas nu endast om solo- och duokompositioner av denna typ. Sonatcykliska verk med större besättning kallas trio, kvartett, symfoni etc.
Wienerklassikerna utvecklade sonaten på olika sätt: Mozart framhävde balansen mellan satserna, Beethoven – liksom senare romantikerna – det dramatiska förloppet. Ifråga om satsantal, uppbyggnad, satsform etc. har starka variationer förekommit.
Klaversonaten stod i centrum från Bachs söner till wienklassikerna och Muzio Clementi, men också violinsonaten (med piano) fick stort utrymme hos Mozart. Brams skrev bl. a. sonater för cello och piano samt för klarinett och piano.
Även om sonaten som form ibland sprängts (som hos Liszt) eller stått tillbaka för cykliska verk av annat slag, fortlever den wienklassiska strukturen i verk av t. ex. Bartók, Stravinskij, Rosenberg och andra nutida tonsättare.